# Khmers Issarak

Drapeau du gouvernement Khmer issarak, utilisé plus tard comme drapeau national de la Kampuchéa démocratique.

Les Khmers Issarak (en khmer : ខ្មែរឥស្សរៈ; littéralement Khmers indépendants ou Khmers libres) est un mouvement indépendantiste cambodgien né pendant le Protectorat français du Cambodge en 1940 durant la Seconde Guerre mondiale et ayant tenu un rôle durant la guerre d'Indochine.
Au fil du temps, les Khmers Issarak divisent en plusieurs groupes indépendantistes distincts, suivant leur adhésion ou non au communisme.

## Historique

### Apparition du mouvement
Le mouvement Khmer Issarak apparaît en 1940, fondé à Bangkok par l'indépendantiste Pok Khun : ses groupes sont soutenus par le gouvernement thaïlandais de Plaek Pibulsonggram, qui les utilise comme force d'appoint dans le cadre du conflit territorial avec l'Indochine française. En échange, les Khmers Issarak soutiennent les Thaïlandais en constituant des groupes de guérilla qui harcèlent les avant-postes français : la guerre franco-thaïlandaise, d'octobre 1940 à janvier 1941, aboutit à l'annexion par la Thaïlande des territoires cambodgiens de Battambang et Siem Reap. Les Issaraks sont ensuite peu actifs dans les années qui suivent. Mais, à la fin de la Seconde Guerre mondiale, la France exige la rétrocession de ses territoires indochinois, ce qui entraîne la réapparition des Khmers Issarak. Le 7 avril 1946, une cinquantaine d'Issaraks, médiocrement armés, attaquent le grand hôtel de Siem Reap où réside le corps d'officiers français local, s'en prennent à des habitations de fonctionnaires coloniaux et tentent de libérer les détenus de la prison municipale. Ils doivent se replier six heures plus tard, parvenant néanmoins à emporter des armes. Les Issaraks se battent encore une semaine dans les ruines d'Angkor Vat avant de se retirer dans les monts Dângrêk. Des attaques de moindre envergure ont lieu dans les mois suivants.

### Guerre d'Indochine
Avec le déclenchement de la guerre d'Indochine, les Khmers Issarak se répartissent en groupes non communistes, soutenus par la Thaïlande, et groupes communistes, formés et armés par le Việt Minh. Souhaitant développer l'activité de guérilla au Cambodge pour en faire une « région de soutien logistique » à la guérilla en territoire sud-vietnamien, le Việt Minh doit d'abord pallier l'absence de structure communiste au sein des populations khmères : les hommes de Hô Chi Minh s'allient aux Khmers Issarak non communistes, tout en développant leur propre mouvance Issarak, recrutée pour l'essentiel au sein de la population viêt du Cambodge, et des Vietnamiens expatriés. Ils recrutent comme chef du mouvement Pham Van Hua, né d'une famille mixte khméro-vietnamienne, qui prend le nom de guerre de Son Ngoc Minh, en référence à la fois à Hô Chi Minh et au leader indépendantiste khmer Son Ngoc Thanh, alors en exil.
Le mouvement Khmer Issarak est alors un amalgame de courants de différentes provenances sans véritable unité idéologique. Outre des libéraux, on y trouve aussi des communistes tels Sieu Heng, un sino-khmer de Battambang né en Cochinchine et un neveu de sa femme, alors nommé Long Bunruot, étudiant de l'université Thammasat à Bangkok qui sera plus tard mieux connu sous le pseudonyme de Nuon Chea.
Ils sont aussi renforcés par des royalistes tels le prince Norodom Chantarainsey, petit-fils de Norodom Ier, qui tout en défendant la monarchie semble avoir voulu se poser en rival du souverain, son cousin Norodom Sihanouk. Il avait acquis le goût de la vie militaire lors de son passage par les milices pro-japonaises. Ses troupes opéraient au nord de Kampong Spoe, près de l’ancienne capitale royale d’Oudong et poussaient parfois au Nord jusqu’au district de Baray, dans la province de Kampong Thum.
À côté d’eux, se trouvent des responsables politiquement inclassables ; le premier d’entre eux est Dap Chhuon, un ancien milicien qui avait déserté en 1943 et avait organisé, avec l’appui de la Thaïlande, une guérilla anti-française à l’ouest du Cambodge. Chhuon était censé posséder des pouvoirs magiques et s’était retiré à Phnom Kulen, au nord de Siem Reap, où avec une poignée d’hommes, il animait le « front de Kulen »; le second, Puth Chhay, quasiment illettré a rejoint les Khmers Issarak après avoir été emprisonné pour vol et agression. Il haïssait les Français, estimant qu’« ils étaient au Cambodge depuis trop longtemps » ; grand buveur, homme à femmes, passionné de paranormal il était réputé cruel avec ses prisonniers et protecteur avec ses proches. Comme Dap Chhuon, on lui attribuait des pouvoirs surnaturels. Son courage et sa brutalité étaient légendaires près de son repaire de S’aang. À la fin de 1948, il commandait un millier d’hommes.
Néanmoins, un point commun entre tous ces groupes hétéroclites était, dès 1947, l’accent mis sur la grandeur de l’Empire khmer. Un tract saisi à la frontière vietnamienne affirmait ainsi que « la race cambodgienne, le sang cambodgien et la nationalité cambodgienne sont tous les enfants de sa majesté Jayavarman, bâtisseur d’Angkor Thom et d’Angkor Vat. Soulevez-vous! Ouvrez les yeux! Revenez sur le droit chemin! » Un autre imprimé exhortait ses lecteurs à « venir en aide aux Khmers Issarak, parce que le Bouddha a besoin de vous », ajoutant, « longue vie aux pirates de la religion, les Cambodgiens modernes, descendants d’Angkor Vat ». Les révolutionnaires khmers rencontraient toutefois deux problèmes majeurs quand ils tentaient d’intégrer l’histoire ancienne de leur pays à leur combat. Le premier était de séparer la grandeur des rois d’Angkor du féodalisme et de la francophilie de la famille royale. À la fin des années 1940, de toute façon, la plupart des Cambodgiens continuaient à voir dans la royauté un élément important de leur culture qu’ils n’étaient pas prêts à abandonner. Les révolutionnaires communistes devaient en outre concilier les aspirations à l’autonomie et à la défense de l’intérêt du pays avec le discours internationaliste émanant des idéologies marxistes-léninistes.
Durant les deux premières années de la guerre d'Indochine, Son Ngoc Minh s'occupe d'accompagner des convois d'armes et des groupes de recrues issus des populations vietnamiennes expatriées. En 1948, les responsables Việt Minh décident de donner plus d'ampleur au mouvement et de le réorganiser pour renforcer les activités au Cambodge : le 1er février est créé lors d'une réunion clandestine à Battambang le Comité de libération du peuple khmer (Kana Cheat Mouktak Keahak Mocchim Nokor Khmer, CPLK). Sa présidence est confiée à Dap Chhuon, également responsable de la zone nord-ouest; Son Ngoc Minh devient responsable de la zone sud-ouest, Keo Moni hérite du sud-ouest, et Tou Samouth du sud-est. Dans les zones sous leur contrôle, les Khmers Issarak s'efforcent d'établir un début d'administration révolutionnaire. Le mouvement, et les actions des responsables Issaraks sur leurs propres territoires, demeurent cependant sous contrôle étroit des indépendantistes vietnamiens; cela entraîne des tensions entre les mouvements, des Issaraks ayant du mal à supporter la mainmise des commissaires politiques Việt Minh. En 1948, des affrontements éclatent même, et dégénèrent en lynchages de populations vietnamiennes par des groupes Issaraks, notamment celui de Puth Chhay. La guérilla khmer Issarak demeure de faible intensité, et a peu d'impact sur l'opinion publique cambodgienne. Sur les 3 000 guérilleros que comptent les Khmers Issarak, seuls 20 % sont khmers, le reste étant d'ethnie viêt, ou composé de Vietnamiens expatriés. La plupart des membres khmers du mouvement sont des Khmers Krom, originaires de districts sud-vietnamiens de langue khmère.

### Division et réorganisation du mouvement
En 1949, le CPLK est rebaptisé Comité National Khmer de Libération (Kana Kamathikar Khmer Sang Cheat). Le mouvement est encore affaibli par la défection de Dap Chhuon, qui rejoint le camp de Norodom Sihanouk. Le mouvement Khmer issarak se désunit : environ un millier d'hommes continue le combat en liaison avec le Việt Minh.
EN 1950, le mouvement Khmer Issarak se trouve divisé entre ses membres les plus anciens, comme Norodom Chantarainsey (en), Puth Chhay et Savangs Vong, et la tendance communiste plus récente, dirigée par Son Ngoc Minh, Sieu Heng et Tou Samouth. Les Issaraks de gauche - dénommés « Khmers Việt Minh » par Norodom Sihanouk, ce surnom étant destiné à les disqualifier en soulignant leur inféodation au Việt Minh - sont désormais séparés du Comité de libération du peuple khmer. Les Vietnamiens décident de réorganiser les mouvements de leurs alliés khmers et lao et de faire des forces de Son Ngoc Minh, et du chef indépendantiste lao Souphanouvong, des gouvernements constituant des « contre-États » opposés à ceux de la Fédération indochinoise. Les Laotiens constituent ainsi le gouvernement du Pathet Lao (État lao) et les Cambodgiens celui du Nokor Khmer (Pays khmer). Chaque mouvement est destiné à être structuré par un parti communiste distinct.
Le 12 mars 1950, les dirigeants du Parti communiste indochinois (PCI) clandestin se réunissent pour dix jours à Hà Tiên, au sud du Viêt Nam, avec quarante-cinq délégués cambodgiens. Nguyen Thanh Son, délégué du Việt Minh pour les affaires étrangères, prononce un discours programme prévoyant la formation de cadres cambodgiens, et l'adaptation du communisme aux réalités cambodgiennes. Il mentionne ainsi que le pays est alors essentiellement agricole avec des implantations éparses et un mode de production autarcique centrée sur la cellule familiale. Un nombre infime d’exploitation étaient dirigées par des propriétaires chinois. En d’autres termes, les conditions préalables à une révolution prolétarienne, à savoir l’existence d’une classe de possédants oppresseurs, d’une bourgeoisie et le manque de terre étaient loin d’être réunies. Il notait toutefois que la classe paysanne vivant loin des villes et des voies d’eau était la plus nombreuse et vivait dans les conditions les plus misérables de la région. Ils pouvaient ainsi constituer la principale force d’une future révolution khmère, mais restaient pour le moment à éveiller. Son regrettait que les cadres de la composante khmère du PCI ne soit pas issue de la paysannerie mais soit essentiellement constituée de personnes d’origine vietnamienne et qu’elle ait peu d’emprise sur la population khmère. Son préconisait donc de débuter en initiant aux techniques révolutionnaires les élites naissantes, proches du parti démocrate, mais recommandait d’instruire sans tarder l’ensemble de la classe paysanne, mettant en garde contre le danger d’avoir un nombre restreint d’intellectuels commandant la frange la plus pauvre de la population contre le reste de leurs compatriotes.
En avril 1950, deux cents délégués, dont une moitié de moines, se réunissent à Hongdan pour choisir un nouvel hymne et un drapeau national. Le mouvement Khmer Issarak est placé sous l'égide d'une nouvelle structure, le Front uni Issarak (également appelé Front national uni khmer ou Front uni national du Cambodge), dirigé par Tou Samouth. Son Ngoc Minh est nommé chef du gouvernement révolutionnaire provisoire. Les activités des révolutionnaires cambodgiens demeurent coordonnées par le Việt Minh, via un « Comité de travail pan-cambodgien » dirigé par Nguyen Thanh Son. Ce dernier est également le responsable de l'« Armée des volontaires vietnamiens au Kampuchéa », nom officiel des unités Việt Minh combattant au Cambodge et encadrant les troupes du Front uni Issarak. En 1951, le PCI, organisation essentiellement vietnamienne malgré sa vocation indochinoise, laisse la place au Parti des travailleurs du Viêt Nam. Le Comité de travail pan-cambodgien rédige les statuts du parti cambodgien, qui est fondé le 5 août sous le nom de Parti révolutionnaire du peuple khmer, destiné à constituer désormais le noyau dirigeant du Front uni issara.

### Poursuite de la guérilla
Les Khmers Issarak mettent progressivement en place, dans les territoires sous leur contrôle, un système d'administration locale du Pays khmer, sur le modèle des comités populaires Việt Minh. Les Vietnamiens forment les Cambodgiens, qui fondent dans chaque arrondissement un comité de libération, un comité militaire et un comité économique. Une station de radio, La Voix des Khmers Issarak, commence à émettre. Les Vietnamiens conservent cependant un contrôle étroit sur les activités des révolutionnaires cambodgiens, ce que Trường Chinh qualifie de « droit de supervision ». Le commandant militaire des forces Khmers issarak est lui-même vietnamien, jusqu'à ce que ce poste soit confié à Sieu Heng pour donner le change aux Khmers. Sieu Heng demeure cependant dans les faits contrôlé par son ancien chef vietnamien, devenu officiellement son adjoint. Le Corps expéditionnaire français en Extrême-Orient agit contre les indépendantistes cambodgiens, mais consacre l'essentiel de ses efforts contre les maquis Việt Minh, au grand déplaisir de Norodom Sihanouk, qui souhaiterait davantage de soutien de la part de la France. Bien que la guérilla fasse régner une insécurité grandissante sur le territoire du pays, le Cambodge reste, parmi les États de l'Indochine française, le moins menacé par le Việt Minh et ses alliés.
En 1952, sous l'effet notamment de l'instabilité politique au Cambodge, les Khmers Issarak gagnent du terrain sur le territoire cambodgien et revendiquent le contrôle d'un tiers du territoire du pays, soit une population de un million d'habitants : en réalité, leur contrôle s'exerce surtout le long de la frontière entre le Cambodge et l'État du Viêt Nam, et concerne environ 200 000 personnes. Son Ngoc Thanh, qui a repris le maquis contre Sihanouk, prend contact avec les Issaraks non communistes de Norodom Chantaraingsey (en), ainsi qu'avec le Việt Minh, dans le but de constituer une force commune. Mais les échanges tournent court, Son Ngoc Thanh exigeant d'être le commandant unique du mouvement indépendantiste cambodgien. Les différents groupes Khmers issarak demeurent donc distincts du mouvement de Son Ngoc Thanh, les Khmers Serei.

### Fin de la mouvance Khmer Issarak
Ce sont finalement les efforts du roi Norodom Sihanouk qui aboutissent à la proclamation de l'indépendance du Royaume du Cambodge, le 9 novembre 1953. En février 1954, les responsables Issaraks de droite Chantarainsey et Savangs Vong prêtent officiellement allégeance au trône. Le Việt Minh renonce à porter au Cambodge l'offensive envisagée par Võ Nguyên Giáp. Le gouvernement Khmer Issarak de Son Ngoc Minh ne dispose toujours pas, en 1954, d'une base territoriale comparable à celle de Pathet Lao au Laos, malgré ses affirmations exagérées selon lesquelles 800 000 habitants du pays vivraient sous son contrôle. Les troupes du Front uni Issarak comptent alors environ 3 500 hommes. Malgré les efforts du Việt Minh en ce sens, les Khmers issarak de Son Ngoc Minh n'obtiennent pas de siéger à la conférence de paix de Genève, pas plus d'ailleurs que le Pathet Lao laotien. Contrairement au Pathet Lao, qui figure parmi les signataires des accords à défaut d'avoir obtenu une délégation, et obtient de voir reconnu son contrôle sur les territoires conquis en 1953, les forces du Front uni Issarak sont oubliées par les textes des accords, étant finalement sacrifiées au profit des fronts vietnamien et laotien. Au cours des négociations de paix, Sihanouk refuse d'accorder le moindre territoire aux rebelles et consent tout juste à ce que leurs forces qui le souhaitent puissent accompagner les troupes Việt Minh lors du retour de celles-ci au Nord Viêt Nam.
Le cessez-le-feu prend effet le 7 août 1954, et des négociations sont menées entre le général Lon Nol, représentant du gouvernement cambodgien, et Nguyen Thanh Son, pour définir la date du retrait nord-vietnamien du territoire du Cambodge, et du dépôt des armes par les Khmers Issarak. Une partie des unités Khmers Issarak sont réintégrées, d'autres quittent le pays pour le Nord Viêt Nam : environ 1 900 hommes font le voyage vers le Nord Viêt Nam avec les unités Việt Minh du Cambodge, dans des conditions très difficiles. Les dernières unités des « Khmers Việt Minh » quittent le territoire cambodgien le 18 octobre dans le sillage de l'Armée populaire vietnamienne. Son Ngoc Minh lui-même quitte le Cambodge pour le Nord Viêt Nam. Une partie des cadres Khmers Issarak, comme Son Ngoc Minh ou Pen Sovan, se recycle dans l'administration nord-vietnamienne. Une minorité de Khmers Issarak, comme Chhit Chœun alias Ta Mok, demeure au contraire au Cambodge où ils continuent de mener des activités clandestines,.
Le Parti révolutionnaire du peuple khmer continue d'exister sur le territoire cambodgien : Sieu Heng en devient le secrétaire général, en remplacement de Son Ngoc Minh qui, tout en demeurant membre du parti, réside désormais à Hanoï. Dans les années qui suivent, l'ancien parti des Khmers issarak évolue indépendamment, et gagne en autonomie par rapport à ses protecteurs vietnamiens, pour donner naissance au mouvement connu sous le nom de Khmers rouges. Plusieurs Issaraks, comme So Phim ou Ta Mok, deviennent par la suite des cadres dirigeants Khmers rouges.
Durant la guerre civile cambodgienne, environ un millier d'anciens Issaraks reviennent du Nord Viêt Nam pour rejoindre le soulèvement des Khmers rouges, mais finissent pour la plupart victimes des purges mises en place par Pol Pot, Nuon Chea et leurs alliés, qui les considèrent comme une « cinquième colonne » pro-vietnamienne potentielle.
Après la chute du régime khmer rouge, les Vietnamiens mettent sur pied au Cambodge la République populaire du Kampuchéa, dont le personnel politique mêle anciens « Khmers Việt Minh » et anciens Khmers rouges ralliés au Viêt Nam après 1975. Progressivement, ce sont néanmoins ces derniers qui se voient privilégiés par les protecteurs vietnamiens aux dépens des Khmers Issarak, pourtant historiquement très liés au gouvernement de Hanoï. Plusieurs raisons ont été avancées pour expliquer cette évolution : les anciens Khmers rouges se seraient montrés moins sensibles à la corruption financière que les anciens Khmers Issarak; ces derniers, ayant généralement vécu des années au Viêt Nam, auraient eu une meilleure connaissance des réalités politiques vietnamiennes et par conséquent une plus grande capacité de tenir tête à leurs protecteurs; enfin, les Khmers rouges dissidents, ayant le plus à perdre d'un retour au pouvoir de Pol Pot, auraient été jugés plus dociles. Pen Sovan est nommé premier ministre en 1981, mais il est brusquement limogé en décembre de la même année, probablement pour s'être opposé à la politique d'immigration vietnamienne au Cambodge, et pour avoir manifesté trop de velléités d'indépendance,.